# Let’s Dance (песня)
«Let’s Dance» — заглавная композиция из одноимённого альбома Дэвида Боуи. Она была написана в 1982 году и выпущена в качестве первого сингла с этого альбома в 1983 году, впоследствии став одной из самых популярных композиций певца.
Стартовав под номером пять в национальном британском чарте в первую неделю после выпуска, и по сегодняшний день он является одним из наиболее быстро продаваемых произведений Боуи. Через две недели сингл стал номером один, потеснив с вершины композицию группы Duran Duran «Is There Something I Should Know?», где удерживал лидерство в течение трёх недель. Вскоре после этого, сингл возглавил хит-парад Billboard Hot 100, что стало своеобразной исторической вехой в карьере музыканта, так как сам по себе это его единственный сингл, ставший номером один по обе стороны Атлантики. Он едва не возглавил национальный австралийский чарт, достигнув второй строчки. «Let’s Dance» занял четвёртое место среди самых продаваемых синглов Великобритании в 1983 году, было продано более 500 000 экземпляров. По данным The Official Charts Company на 2012 год он является самым успешным в коммерческом плане синглом Боуи в Великобритании.
«Let’s Dance» преподнесла молодой аудитории нового Боуи, в музыкальном плане дистанцируясь от его прежнего звучания в 1970-х. Композиция регулярно исполнялась певцом в ходе тура Serious Moonlight Tour (название было позаимствовано из текста песни «Let’s Dance»), в турне Glass Spider Tour 1987 года, в турне Sound+Vision Tour 1990 года, а затем была переработана для его турне 2000 года. 22 марта 2010 года ремикс этой песни прозвучал в рекламном ролике, во время показа одного из эпизодов шоу «Танцы со звёздами» на телеканале ABC.

## Создание
Сочиненная под сильным влиянием продюсера Найла Роджерса и его группы Chic, мелодия «Let’s Dance» акцентировала внимание на партию бас-гитары. Это была, возможно, самая коммерческая запись Боуи на тот момент. В то время как текст песни, якобы, был непримечательной танцевальной лирикой, в нём были некоторые любопытные моменты, такие как «Давайте танцевать, возможно, сегодня это будет последний раз» (англ. «Let’s dance, for fear tonight is all»). Альбомная версия песни продолжительностью 7:38, была сильно отредактирована для сингла, хотя 12-дюймовый сингл также включал полную версию композиции.
Тема одиночества и отчаяния присутствуют и в музыкальном видео, созданном вместе с режиссёром Дэвидом Маллетом в Австралии, среди мест где снимался клип были Кунабарабран и Национальный Парк Уоррамбунгл в Новом Южном Уэльсе, а также Сиднейская гавань, на фоне которой Боуи наблюдает пару аборигенов, борющихся против метафор западного культурного империализма, невозмутимо играя со своей группой. Красные женские туфли несколько раз эффектно появляются в видеоклипе, намекая на текст из песни — «Надень красные туфли и станцуй блюз» (англ. «Put on your red shoes and dance the blues»).

## Список композиций

### 7": EMI America / EA 152 (Великобритания)
1. «Let’s Dance» (Single Version) (Дэвид Боуи) — 4:07
2. «Cat People (Putting Out Fire)» (Дэвид Боуи, Джорджо Мородер) — 5:09

### 12": EMI America / 12EA 152 (Великобритания)
1. «Let’s Dance» (Дэвид Боуи) — 7:38
2. «Cat People (Putting Out Fire)» (Дэвид Боуи, Джорджо Мородер) — 5:09

## Участники записи

### Музыканты
- Дэвид Боуи: вокал
- Стиви Рэй Вон: гитара
- Найл Роджерс: гитара
- Кармин Рохас: бас
- Омар Хаким[англ.], Тони Томпсон: ударные
- Роб Сабино[англ.]: клавишные
- Мак Голлехон: труба
- Роберт Аарон, Стэн Харрисон, Стив Элсон: саксофон
- Сэм Фигероа: перкуссия

### Продюсер
- Найл Роджерс

## Хит-парады
| Хит-парад (1983)                      | Высшая позиция |
| ------------------------------------- | -------------- |
| Australian Singles Chart              | 2              |
| Austrian Singles Chart                | 2              |
| Canadian Singles Chart                | 1              |
| Dutch Singles Chart                   | 1              |
| Irish Singles Chart                   | 1              |
| New Zealand Singles Chart             | 1              |
| Norwegian Singles Chart               | 1              |
| Swedish Singles Chart                 | 1              |
| Swiss Singles Chart                   | 1              |
| German Singles Chart                  | 2              |
| UK Singles Chart                      | 1              |
| U.S. Billboard Hot 100                | 1              |
| U.S. Billboard Hot Dance Club Play    | 1              |
| U.S. Billboard Mainstream Rock Tracks | 8              |
| U.S. Billboard Hot R&B/Hip-Hop Songs  | 14             |

## Интересные факты
Композиция «Let’s Dance» вдохновила группу Duran Duran на написание песни «Union of the Snake», у которой была позаимствована схожая ритм-секция. Песня британцев вышла как сингл в октябре того же года и также стала хитом по обе стороны Атлантики.